# 몬카트
《몬카트》는 SAMG 엔터테이먼트가 제작한 대한민국의 애니메이션으로, 2017년 8월 28일부터 2018년 8월 14일까지 방영했다.

## 개요
기사가 되기 위해 수많은 강자들과 싸우면서 성장하는 진과 드라카의 이야기를 다루었다.

## 등장인물

### 인간

#### 주인공과 라토나 마을의 인물들
- 진 헤이스트

이 이야기의 주인공이자 고자이다. 몬카트 센터에서 노르의 일을 거들면서 살고있다. 아버지인 카이트의 유품인 몬소드와 파트너 드라카를 손에 넣은 뒤 제2의 기사가 되고 싶어하는 소년이다.
- 카이트

전 카몬 왕국의 전설의 기사 출신으로 아들인 진을 그의 친구인 노르에게 맡긴 장본인이였다. 데스트로와 만난 이 후 행방불명이 됐다
- 세나 포시즌

카몬 왕국의 공주이다. 자신의 왕국을 구해야 한다는 숙명으로 죠크 경과 함께 라토나 마을에서 전설의 몬카트 기사를 찾고 있다. 왕가의 상징인 펜던트의 힘으로 몬스터와 대화를 할 수 있다.
- 로라 제시

몬카트 센터의 간판 소녀이자 노르의 딸이다. 강한 성격으로 자기 쪽에서 지고 들어가는 일은 없으나 마음은 따뜻하며 남을 보살피는 데 익숙하다.
- 노르

로라의 아버지이자 카이트의 친구이다.
- 죠크 경

카몬 왕국의 마법사, 본명은 죠크 델 로베르토이다. 데스트로의 야망을 막기위해 세나와 함께 라토나 마을에서 전설의 몬카트 기사를 찾고 있다. 몬카트 경기 관람을 취미로 삼고있기 때문에 선수와 몬스터의 정보를 모두 알고있다.
- 쿠비 큐피

라토나 마을 산속에서 혼자 살고 있는 소년, 먹는 것을 목숨처럼 여기고 있다. 자신의 욕구에 솔직하며 일반 사람들과 달리 가치관이 다르다. 갖고 싶은 것이 있다면 자신의 물건과 바꿔달라는 말버릇이 있다.
- 미하엘 화이트

진과 로라의 소꿉친구로 차분하며 상황판단이 빠르다. 몬카트 기사가 되기 위해 전국을 돌아다니며 많은 경기에 참여하고 있다. 매사에 냉정하지만 동생 로빈과 친구들에게는 다정하다.
- 로빈 화이트

미하엘의 동생으로 미하엘과 달리 소심하고 겁이 많은 성격을 지녔지만 미하엘의 마음을 읽어준다.
- 마크 블루

라토나 마을에 악동으로 자신이 가장 빠르다고 생각한다. 하지만 진과 드라카 때문에 매번 패배만 사게된다.
- 케이 해리스

라토나 마을에 살고있는 인물로 마음은 약하지만 냉철함을 가진 소년이다.

#### 모험을 통해 만난 인물들
- 베스 테일러

리플라워 타운에 등장하는 인물이다. 가문의 대대로 위그 드라실을 수호하고 있다. 그의 친구인 엘리와 비비를 이기기 위해 노력 중이다.
- 비비 레몬

리플라워 타운에 등장하는 인물로 꿀벌 복장을 입은 소년이다. 자신을 엘리의 남자친구로 생각한다.
- 엘리 발렌시아

리플라워 타운에 등장하는 소녀로 원래는 베스와 친구사이였지만 젬스톤의 얘기를 들은 뒤 독차지하기위해 모든 경기에서 우승을 노리고 있었으나 진에게 패배한 이 후 자신의 잘못을 깨닫게 된다.
- 니켈 슈바인

고스티아에 등장하는 인물로 아버지인 가르바와 함께 호텔을 운영하고 있다. 마법사가 되고 싶어한다.
- 가르바

고스티아에 등장하는 인물로 위에 본 것과 마찬가지로 아들인 니켈과 함께 호텔을 운영하고 있다.
- 루이 드 브로이

고스티아에 등장하는 인물로 고스트라이더를 이기기 위해 나섰지만 현재 진과 친구들과 함께 동행하고 있다.
- 베이드 레저

고스티아에 등장하는 인물로 고스트라이더이다.
- 라이딘 볼드

스카이밸리에 등장하는 인물로 평소에 하늘을 날아다닌다. 바람을 읽을 수 있는 장점을 가졌지만 바람둥이 라는 단점을 가졌다.
- 데니스 로엔

스카이밸리에 등장하는 인물로 시각장애로 태어났지만 몬카트 실력이 뛰어난 소녀이다.
- 첸 센트럴

뱀부타운에 왕자로 대나무 숲에서 살고 있다. 어린시절 카이트에게 훈련을 받았기때문에 드라카에대한 정보를 알고있다.
- 안젤라 윈드

포스카 시티에 등장하는 인물로 이사벨의 여동생이다.

#### 악역
- 데스트로

칠흑의 투구로 얼굴을 가린 기사로 카몬 왕국에서 절대적인 인기와 신뢰를 얻고 있으며 국가의 실권을 장악하고 있다. 목적을 이루기 위해서는 동료의 목숨을 뺏는 것도 서슴지 않아 모두에게 공포의 대상이다.
- 페텔 바스카윌

데스트로의 제자로 독보적인 실력자이다. 최강의 힘을 추구하며 카몬 왕국 최고의 강자가 되고자 하는 야망을 품고 있다.
- 아우비스

데스트로의 부하로 수수께끼의 탈을 쓰고있는 마법사이다. 자신이 만든 씨앗으로 몬스터를 조종할 수 있다.

### 몬스터
왼쪽은 평범한 몬스터의 이름이고 오른쪽은 에볼루션 Z로 진화했을 때의 이름이다.
- 드라카/드라버스트

진의 파트너로 드래곤 몬스터이다. 전설의 몬스터이자 카이트의 파트너였지만 아직 기억을 못하고 있다. 진과 투턱투턱 대며 지내고 있지만 다른 몬스터들에게 솔직하게 말할 정도로 용감하다.
스킬: 파이어볼
- 루스

세나의 펜던트에서 깨어난 왕가의 전설 몬스터다.
- 페네

로라의 파트너로 감정표현이 풍부한 고양이의 몬스터다. 기분이 좋을 때 폴짝폴짝 뛰는 습관이 있다.
스킬: 쇼크 웨이브
- 몬챠

쿠비의 파트너로 불가사의한 매력이 넘치는 몬스터다. 산 속에서 생활하고 있으며 빠른 스피드를 가졌고 방귀를 이용해 속도를 증가시킨다.
스킬: 긴 혀를 활용한 공격, 뿡뿡이 탄
- 레오/레오자드

미하엘의 파트너로 자존심과 승부욕이 강한 사자의 몬스터다.
스킬: 크리스탈 아이스, 아이스 스톰
- 라르켄/다켄

페텔의 파트너로 최강의 힘을 지닌 드래곤의 몬스터다.
스킬: 데스 사이드
- 버키

마크의 파트너로 벌레의 몬스터다. 
스킬: 버그빔, 버그러쉬
- 제로

케이의 파트너로 로봇의 몬스터다. 어떤 말이든 그대로 복종한다.
스킬: 필라멘트 레이저
- 퓨리

베스의 파트너로 장미꽃의 몬스터다.
스킬: 로즈스톰, 바인어택
- 베스퍼

비비의 파트너로 꿀벌의 몬스터다.
스킬: 호넷 스팅거, 메테오 스팅거
- 픽시

엘리의 파트너로 말하는 꽃들을 괴롭히는 나비의 몬스터다.
스킬: 스파클링 더스트
- 랜슬롯

루이의 파트너로 투구복장을 한 기사형태의 몬스터다. 가끔 머리가 떨어지는게 단점이지만 신체를 분해하는 능력을 가졌다.
- 단테

베이드의 파트너로 박쥐의 몬스터로 고스트 라이더이자 몬스터중 말을 할 수 있는 특이한 점을 가졌다. 상대방에게 최면을 걸어 마음대로
조종할 수 있고 블랙홀을 이용해 기사와 몬스터들을 안개속으로 빨아들인다.
- 트리키

니켈의 파트너로 흰색 마스크를 쓴 정체불명의 몬스터이다. 사물을 통과하거나 누구로든 변신할 수 있다.
- 루다

라이딘의 파트너로 독수리의 몬스터다. 
- 치키

로빈의 파트너로 닭의 몬스터다.
- 버렛

데니스의 파트너로 부엉이의 몬스터이다. 데니스의 눈이 되어준다.
- 샤오룽/레이룽

첸의 파트너로 용의 몬스터다.
- 라비

안젤라의 파트너로 여우의 몬스터다.
- 카이오스

데스트로의 파트너로 드래곤 몬스터다.

## 목소리 출연
- 김채하: 진 헤이스트
- 권지애: 드라카
- 이보희: 세나 포시즌, 치키
- 정윤정: 로라 제시
- 김보민: 페네, 안젤라 윈드
- 하성용: 노르, 제로, 라르켄(34화부터)
- 엄상현: 죠크 경, 카이트, 랜슬롯
- 홍소영: 쿠비 큐피, 버렛
- 홍범기: 몬챠, 테리
- 여민정: 미하엘 화이트
- 김은아: 로빈 화이트, 왕비, 트리키
- 이현: 마크 블루, 국왕
- 이한솔: 버키
- 전해리: 케이 해리스, 이사벨 윈드
- 장은숙: 베스 테일러
- 김명준: 비비 레몬
- 이민규: 베스퍼
- 정혜원: 엘리 발렌시아
- 유보라: 픽시
- 신용우: 루이 드 브로이, 샤오룽
- 심규혁: 니켈 슈바인
- 소정환: 가르바
- 천지선: 베이드 레저, 라비
- 박성태: 단테
- 이지현: 데니스 로엔
- 진정일: 루다
- 이호산: 첸 센트럴
- 안장혁: 데스트로
- 전태열: 페텔 바스카윌, 레오, 라르켄(33화까지)
- 김영선: 아우비스, 라이딘 볼드, 카이오스
- 한만중: 건달

## 방영 목록
| 회차       | 제목                                         | 방송 일자                        |
| ---------- | -------------------------------------------- | -------------------------------- |
| 1화        | 기사를 꿈꾸는 소년엔진 시동                  | 2017년 8월 28일2017년 8월 29일   |
| 2화        | 미하엘의 귀환우정의 승부                     | 2017년 9월 5일2017년 9월 12일    |
| 3화        | 몬카트의 고수를 찾아라고수의 정체            | 2017년 9월 19일2017년 9월 26일   |
| 4화        | 아우비스의 씨앗제로를 구하라!                | 2017년 10월 3일2017년 10월 10일  |
| 5화        | 다가오는 위협버키의 폭주                     | 2017년 10월 17일2017년 10월 24일 |
| 6화        | 세나의 진실기시의 꿈을 향해                  | 2017년 10월 31일2017년 11월 7일  |
| 7화        | 첫 출정리플라워의 여왕                       | 2017년 11월 14일2017년 11월 21일 |
| 8화        | 젬스톤의 비밀어둠의 엘리                     | 2017년 11월 28일2017년 12월 5일  |
| 9화        | 픽시의 결심변신! 메가로이드                  | 2017년 12월 12일2017년 12월 19일 |
| 10화       | 요괴마을 고스티아고스트 라이더               | 2017년 12월 26일2018년 1월 2일   |
| 11화       | 기사의 의무돌아온 트리키                     | 2018년 1월 9일2018년 1월 16일    |
| 12화       | 안개의 미궁엘리의 배신                       | 2018년 1월 23일2018년 1월 30일   |
| 13화       | 미궁 속에서의 결전어둠의 귀공자              | 2018년 2월 6일2018년 2월 13일    |
| 14화       | 바람의 마을바람의 날개를 가진 자             | 2018년 2월 20일2018년 2월 27일   |
| 15화       | 특훈! 바람 읽기형제의 대결                   | 2018년 3월 6일2018년 3월 13일    |
| 16화       | 암흑의 소녀버렛의 마음                       | 2018년 3월 20일2018년 3월 27일   |
| 17화       | 등장! 에볼루션 Z진실의 씨앗                  | 2018년 4월 3일2018년 4월 10일    |
| 18화       | 폭주의 끝대나무 숲의 소년                    | 2018년 4월 17일2018년 4월 24일   |
| 19화       | 특훈, 또 특훈에볼루션 Z, 드라버스트          | 2018년 5월 1일2018년 5월 8일     |
| 20화       | 포스카 성을 향해개막! 포스카 그랑프리        | 2018년 5월 15일2018년 5월 22일   |
| 21화       | 공명하는 마음격돌! 불꽃 VS 불꽃              | 2018년 5월 29일2018년 6월 5일    |
| 22화       | 루이의 위기기사의 긍지                       | 2018년 6월 12일2018년 6월 19일   |
| 23화       | 잠입, 포스카 성페텔과 미하엘, 승부를 가려라! | 2018년 6월 26일2018년 7월 3일    |
| 24화       | 포스카 그랑프리를 향해결승! 진과 페텔의 대결 | 2018년 7월 10일2018년 7월 17일   |
| 25화       | 위기일발! 기사결정전복수의 힘으로            | 2018년 7월 24일2018년 7월 31일   |
| 최종화(26) | 파멸의 아포리온기사의 이름으로               | 2018년 8월 7일2018년 8월 14일    |

## 관련 서적
- 필름북은 대원씨아이(대원 키즈)에서 발행하고 있으며, 2018년 4월 5일 기준으로 4권(총 16화)까지 출간되었다.
- 그 외에도 스티커 놀이북, 스티커 색칠북, 스티커 미니북 등이 나오고 있다.